# Ciclismo nos Jogos Olímpicos de Verão de 2020 - Estrada contra o relógio masculino
A prova de estrada contra o relógio masculino do ciclismo nos Jogos Olímpicos de Verão de 2020 ocorreu em 28 de julho de 2021 num percurso de 44,2 quilômetros no Fuji Speedway, em Oyama, Shizuoka. Um total de 39 ciclistas de 31 Comitês Olímpicos Nacionais (CON) participaram do evento.
Foi vencida por Primož Roglič, da Eslovênia, que venceu por uma diferença de um minuto e um segundo o neerlandês Tom Dumoulin. A medalha de bronze foi para Rohan Dennis, da Austrália, que ficou a dois segundos e meio de Dumoulin.

## Qualificação
Cada Comitê Olímpico Nacional (CON) poderia inscrever até dois ciclistas qualificados no contrarrelógio masculino. Todas as vagas foram atribuídas aos CONs, que poderiam selecionar os ciclistas a competir. As vagas no contrarrelógio não permitiam que os CONs enviassem ciclistas adicionais; os CONs precisavam ter vagas qualificadas na corrida em estrada para obter vagas no contrarrelógio. Havia um total de 40 vagas disponíveis para a prova, que foram alocadas da seguinte forma:
- As primeiras 30 vagas foram atribuídas através do ranking mundial de nações da União Ciclística Internacional (UCI), que receberam uma vaga cada um.

- As 10 nações com os ciclistas mais bem classificados no Campeonato Mundial de 2019 receberam uma vaga adicional cada. Cada CON poderia ganhar duas vagas se classificando em ambas as formas; todos as 10 vagas no Campeonato Mundial foram conquistados por CONs que já tinham assegurado vagas pelo ranking mundial.

- Havia um requisito extra de que cada continente deveria ter pelo menos dois ciclistas inscritos. Não foi o caso da Ásia, que teve apenas um. Dessa forma, uma vaga foi dada ao segundo colocado, o Irã, em detrimento da 30ª colocada, Letônia.

- Uma vaga extra foi atribuída para Ahmad Wais, membro do Time Olímpico de Refugiados.[5]

A Estônia tinha direito a duas vagas, mas optou por enviar apenas um ciclista. A vaga livre foi devolvida à Letônia. Suíça e Equador desistiram de uma vaga cada, mas não foram substituídos.

## Formato
A prova consiste de uma corrida contra o relógio, com os 39 concorrentes sendo divididos em três grupos com 13 ciclistas em cada um. Cada ciclista partiu para a prova com intervalos de um minuto e meio, enquanto o intervalo entre cada grupo foi de 38 minutos.
Os eventos de contrarrelógio masculino e feminino usaram um circuito de 22,1 quilômetros (13,7 milhas) que começou no interior do Fuji Speedway antes de descer em direção à saída do circuito. Em seguida, os ciclistas subiram gradativamente por 5 quilômetros (3,1 mi) em direção à primeira verificação de tempo intermediário. Os ciclistas então começaram outra descida em direção à segunda verificação, voltando para a entrada do Fuji Speedway. Depois de passar pela entrada, enfrentaram uma subida de 1,4 km (0,87 mi) antes de entrar no Fuji Speedway propriamente dito. Os ciclistas percorreram o circuito antes que a volta terminasse na linha de chegada. Os homens percorreram este circuito duas vezes por uma distância total de 44,2 quilômetros (27,5 milhas). O ganho de elevação foi de aproximadamente 846 metros (2.776 pés).

## Calendário
Horário local (UTC+9)
| Dia         | Horário | Fase  |
| ----------- | ------- | ----- |
| 28 de julho | 14:00   | Final |

## Medalhistas
| Ouro   | SLO Primož Roglič |
| Prata  | NED Tom Dumoulin  |
| Bronze | AUS Rohan Dennis  |

## Sumário da prova
Ahmad Wais, do Time Olímpico de Refugiados, foi o primeiro ciclista a sair da rampa de largada. Hugo Houle, do Canadá, estabeleceu o tempo mais rápido entre os competidores do primeiro grupo com 57:56.46. Stefan de Bod (África do Sul) ameaçou seu tempo, mas acabou ficando aquém por menos de um segundo. Nenhum outro competidor do primeiro grupo conseguiu melhorar o tempo, e assim Houle se manteve na liderança até o próximo grupo de ciclistas entrar no percurso.
Quando o segundo grupo começou suas provas, três deles desafiaram o tempo de Houle: Remco Evenepoel (Bélgica), Alberto Bettiol (Itália) e Rigoberto Urán (Colômbia). No ponto de verificação da primeira parcial de tempo, Evenepoel estava seis segundos atrás de Houle, enquanto Urán estava 16 segundos atrás. Bettiol logo estabeleceu o tempo mais rápido da primeira parcial, com cinco segundos à frente de Houle. No final da primeira volta, Evenepoel e Urán estavam a quatro e cinco segundos de Houle, respectivamente. Enquanto isso, Bettiol ficou para trás no final da primeira volta, terminando-a com um déficit de 21 segundos. Todos os três ciclistas começaram a passar à frente de Houle na segunda volta. Evenepoel foi o primeiro a tirar Houle da primeira posição, terminando 35 segundos mais rápido. Bettiol foi quase 17 segundos mais lento que Evenepoel na chegada, antes de Urán superar Evenepoel, terminando cerca de dois segundos e meio mais rápido que o belga.
O último grupo logo entrou no percurso. O primeiro deles a ameaçar o tempo de Urán foi Tom Dumoulin, dos Países Baixos. Dumoulin foi cerca de 16 segundos mais rápido que o tempo de Bettiol antes de o seu tempo ser batido por Primož Roglič (Eslovênia), que foi dois segundos e meio mais rápido. Rohan Dennis (Austrália), Stefan Küng (Suíça) e Wout van Aert (Bélgica) ficaram menos de 10 segundos atrás do tempo de Roglič na primeira parcial de verificação antes do campeão mundial, Filippo Ganna (Itália), ser meio segundo mais rápido que Roglič. Quando os competidores terminaram a primeira volta, Roglič acabou por assumir a liderança, sem nenhum outro ciclista a oito segundos do seu tempo. Na segunda volta, Roglič foi aumentando gradualmente a sua vantagem ao manter o ritmo enquanto os outros começaram a ficar para trás. A batalha pelas medalhas de prata e bronze também se intensificou, já que Dumoulin, Dennis, Küng e Ganna ficaram a cinco segundos um do outro na maior parte do tempo. Kasper Asgreen (Dinamarca) e van Aert também perderam ritmo na segunda volta, e consequentemente um tempo considerável. No final, Dumoulin foi o primeiro a tirar Urán da primeira posição, terminando com mais de um minuto de vantagem. No entanto, Roglič bateu imediatamente o tempo de Dumoulin ao terminar com o tempo de 55:04.19. Ninguém ameaçaria o tempo de Roglič com o esloveno conquistando a medalha de ouro. Dennis esteve perto de derrotar Dumoulin, mas falhou dois segundos e meio para chegar ao terceiro lugar provisório. Küng também desafiou os tempos de Dumoulin e Dennis antes de terminar a menos de meio segundo do tempo de Dennis. O último a terminar foi Ganna. Ele chegou a quase dois segundos atrás de Dennis, terminando sem medalha. Assim, a medalha de prata foi para Dumoulin enquanto a medalha de bronze ficou com Dennis.

## Resultados
A prova foi disputada em 28 de julho de 2021, com início as 14:00 locais.
| Pos.              | Bib | Ciclista                | CON                               | Tempo      | Dif.       |
| ----------------- | --- | ----------------------- | --------------------------------- | ---------- | ---------- |
| Medalha de ouro   | 7   | Primož Roglič           | SLO Eslovênia                     | 55:04.19   |            |
| Medalha de prata  | 10  | Tom Dumoulin            | NED Países Baixos                 | 56:05.58   | + 1:01.39  |
| Medalha de bronze | 5   | Rohan Dennis            | AUS Austrália                     | 56:08.09   | + 1:03.90  |
| 4                 | 3   | Stefan Küng             | SUI Suíça                         | 56:08.49   | + 1:04.30  |
| 5                 | 1   | Filippo Ganna           | ITA Itália                        | 56:09.93   | + 1:05.74  |
| 6                 | 2   | Wout van Aert           | BEL Bélgica                       | 56:44.72   | + 1:40.53  |
| 7                 | 8   | Kasper Asgreen          | DEN Dinamarca                     | 56:52.21   | + 1:48.02  |
| 8                 | 19  | Rigoberto Urán          | COL Colômbia                      | 57:18.69   | + 2:14.50  |
| 9                 | 24  | Remco Evenepoel         | BEL Bélgica                       | 57:21.27   | + 2:17.08  |
| 10                | 12  | Patrick Bevin           | NZL Nova Zelândia                 | 57:24.29   | + 2:20.10  |
| 11                | 23  | Alberto Bettiol         | ITA Itália                        | 57:38.06   | + 2:33.87  |
| 12                | 6   | Geraint Thomas          | GBR Grã-Bretanha                  | 57:46.61   | + 2:42.42  |
| 13                | 33  | Hugo Houle              | CAN Canadá                        | 57:56.46   | + 2:52.27  |
| 14                | 34  | Stefan de Bod           | RSA África do Sul                 | 57:57.10   | + 2:52.91  |
| 15                | 14  | Maximilian Schachmann   | GER Alemanha                      | 58:33.82   | + 3:29.63  |
| 16                | 9   | João Almeida            | POR Portugal                      | 58:33.97   | + 3:29.78  |
| 17                | 4   | Rémi Cavagna            | FRA França                        | 58:39.06   | + 3:34.87  |
| 18                | 16  | Maciej Bodnar           | POL Polônia                       | 58:47.10   | + 3:42.91  |
| 19                | 35  | Nikias Arndt            | GER Alemanha                      | 58:49.39   | + 3:45.20  |
| 20                | 15  | Aleksandr Vlasov        | ROC                               | 58:55.40   | + 3:51.21  |
| 21                | 27  | Nelson Oliveira         | POR Portugal                      | 58:59.22   | + 3:55.03  |
| 22                | 32  | Tanel Kangert           | EST Estônia                       | 59:05.25   | + 4:01.06  |
| 23                | 13  | Tobias Foss             | NOR Noruega                       | 59:51.68   | + 4:47.49  |
| 24                | 11  | Brandon McNulty         | USA Estados Unidos                | 59:57.73   | + 4:53.54  |
| 25                | 29  | George Bennett          | NZL Nova Zelândia                 | 1:00:28.39 | + 5:24.20  |
| 26                | 30  | Michael Kukrle          | CZE República Checa               | 1:00:41.55 | + 5:37.36  |
| 27                | 25  | Richie Porte            | AUS Austrália                     | 1:00:53.67 | + 5:49.48  |
| 28                | 31  | Nicolas Roche           | IRL Irlanda                       | 1:01:23.13 | + 6:18.94  |
| 29                | 26  | Tao Geoghegan Hart      | GBR Grã-Bretanha                  | 1:01:44.81 | + 6:40.42  |
| 30                | 21  | Toms Skujiņš            | LAT Letônia                       | 1:02:04.93 | + 7:00.74  |
| 31                | 20  | Patrick Konrad          | AUT Áustria                       | 1:02:05.08 | + 7:00.89  |
| 32                | 18  | Alexey Lutsenko         | KAZ Cazaquistão                   | 1:02:21.67 | + 7:17.48  |
| 33                | 36  | Amanuel Ghebreigzabhier | ERI Eritreia                      | 1:03:22.80 | + 8:18.61  |
| 34                | 28  | Lawson Craddock         | USA Estados Unidos                | 1:03:52.99 | + 8:48.80  |
| 35                | 38  | Saeid Safarzadeh        | IRI Irã                           | 1:05:14.62 | + 10:10.43 |
| 36                | 37  | Azzedine Lagab          | ALG Argélia                       | 1:05:21.53 | + 10:17.34 |
| 37                | 22  | Lukáš Kubiš             | SVK Eslováquia                    | 1:06:25.20 | + 11:21.01 |
| 38                | 39  | Ahmad Wais              | EOR Equipe Olímpica de Refugiados | 1:08:40.46 | + 13.36.27 |
| —                 | 17  | Ion Izagirre            | ESP Espanha                       | DNF        | DNF        |